# Right to Dream Park
Right to Dream Park (w latach 1999–2016 Farum Park) – stadion w duńskim mieście Farum o pojemności 10300 osób (9800 miejsc siedzących). Swoje mecze rozgrywa na nim FC Nordsjælland.